# Шорт-трек на Олімпійських іграх
Шорт-трек вперше був представлений на зимових Олімпійських іграх 1988 року в Калгарі як демонстраційний вид. Як офіційний вид спорту змагання пройшли на Олімпійських іграх 1992 року в Альбервілі.

## Медалі
Оновлено після завершення зимових Олімпійських ігор 2022
| Місце                | Країна                             | Золото | Срібло | Бронза | Загалом |
| -------------------- | ---------------------------------- | ------ | ------ | ------ | ------- |
| 1                    | Південна Корея (KOR)               | 26     | 16     | 11     | 53      |
| 2                    | Китай (CHN)                        | 12     | 16     | 9      | 37      |
| 3                    | Канада (CAN)                       | 10     | 13     | 14     | 37      |
| 4                    | США (USA)                          | 4      | 7      | 9      | 20      |
| 5                    | Італія (ITA)                       | 3      | 6      | 6      | 15      |
| 6                    | Нідерланди (NED)                   | 3      | 3      | 3      | 9       |
| 7                    | Росія (RUS)                        | 3      | 1      | 1      | 5       |
| 8                    | Угорщина (HUN)                     | 2      | 0      | 2      | 4       |
| 9                    | Японія (JPN)                       | 1      | 0      | 2      | 3       |
| 10                   | Австралія (AUS)                    | 1      | 0      | 1      | 2       |
| 11                   | Болгарія (BUL)                     | 0      | 2      | 1      | 3       |
| 12                   | Олімпійський комітет Росії (ROC)   | 0      | 1      | 1      | 2       |
| 13                   | Бельгія (BEL)                      | 0      | 0      | 1      | 1       |
| 13                   | Велика Британія (GBR)              | 0      | 0      | 1      | 1       |
| 13                   | Об'єднана команда (EUN)            | 0      | 0      | 1      | 1       |
| 13                   | Північна Корея (PRK)               | 0      | 0      | 1      | 1       |
| 13                   | Спортсмени-олімпійці з Росії (OAR) | 0      | 0      | 1      | 1       |
| Загалом (17 збірних) | Загалом (17 збірних)               | 65     | 65     | 65     | 195     |